# Forsyth, Georgia
Forsyth är administrativ huvudort i Monroe County i Georgia. Orten har fått sitt namn efter politikern John Forsyth. Forsyth grundades år 1823.